# Dolmen von Place del Sol

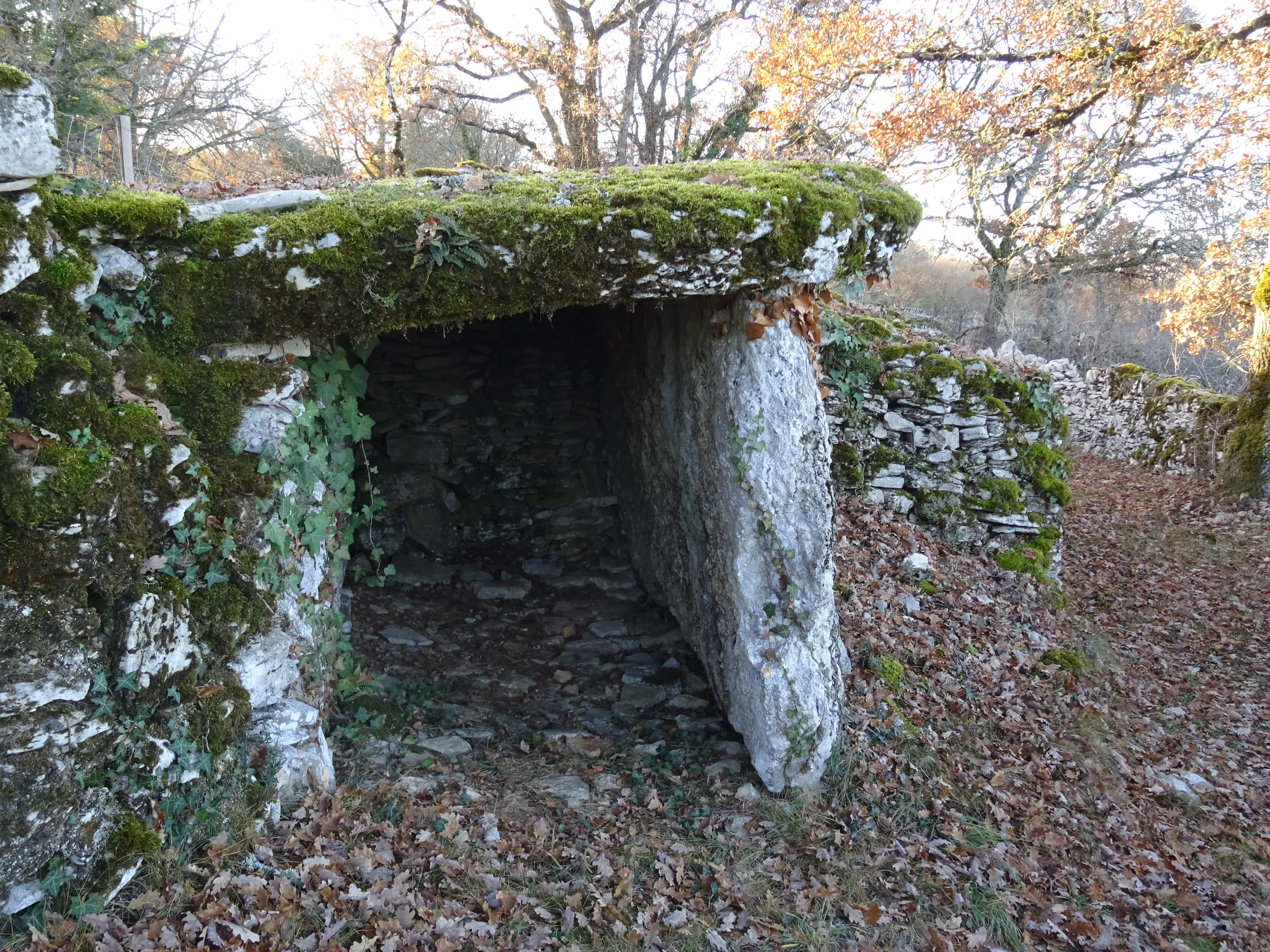
Dolmen du Place del Sol

Der Dolmen von Place del Sol (auch Pierre Levée oder Peyrière genannt) liegt im Weiler Place du Sol bei Espédaillac im Département Lot in Frankreich. Dolmen ist in Frankreich der Oberbegriff für neolithische Megalithanlagen aller Art (siehe: Französische Nomenklatur).
Er ist gegen eine „Draille“ gebaut (Okzitanisch „dralha“), eine mit Trockenmauerwerk gesäumte Straße für den Viehtrieb.
Der Dolmen simple hat seinen Hügel verloren, ist aber noch gut erhalten. Er gehört zur Gruppe der etwa 800 Dolmen du Quercy.